# Anomis figlina
Anomis figlina är en fjärilsart som beskrevs av Butler 1889. Anomis figlina ingår i släktet Anomis och familjen nattflyn. Inga underarter finns listade i Catalogue of Life.